# Татјана Олујић
Татјана Олујић (Београд, 50-их година 20. века) српска је виолинисткиња. Бави се педагошким радом. Предаје виолину на Факултету музичке уметности у Београду, а као предавач гостује и на бројним музичким радионицама и семинарима у земљи и иностранству.

## Биографија
Татјана Олујић рођена је у Београду, у уметничкој породици. Отац јој је био академски сликар, а мајка, пореклом Рускиња, професор на Факултету музичке уметности у Београду.

## Школовање
Дипломирала је на Факултету музичке уметности. Специјализирала је виолину на Краљевском козерваторију у Бриселу. Усавршавала се и на Мењухиновој интернационалној академији. Учесник је многобројних интернационалних семинара у Мађарској, Немачкој, Португалији и др.

## Професионални рад
Као виолинисткиња наступала је широм некадашње Југославије, Белгије, Холандије, Данске, Мађарске, Русије, Румуније, Немачке, Швајцарске, Шпаније, Португалије, Француске, Италије, Кипра, Бугарске, Тајвана, у земљама Средње и Латинске Америке и Африке. У Сједињеним Америчким Државама наступала је у Карнеги холу и Дворани Уједињених нација . Снимала је за радио и телевизијске центре тих земаља. Снимила је пет ЛП плоча, две касете и три компакт диска. Две године је била концертмајстор симфонијског оркестра и професор конзерваторијума у Доминиканској Републици, где је имала и приватну школу виолине. Четири године је водила камерни оркестар „Камерата Београд“, чији су чланови углавном били студенти Факултета музичке уметности. Године 2018. примљена је за дописног члана Српске развојне академије, а од 27. јануара 2019. постала је редовни члан.

### Педагошки рад
Три године Татјана Олујић радила је као професор виолине на Краљевској музичкој академији у Бриселу, а затим је постала члан камерног солистичког састава „Camerata Lysy Gstaad“ у Швајцарској, који ради под покровитељством Јехуди Мењухина. Од 1981. предаје виолину на Факултету музичке уметности у Београду; од 1988. у звању доцента а од 1999. у звању ванредног професора. Осим тога годинама држи летње и зимске школе и интернационалне семинаре за виолину у Хондурасу (Сан Педро Сула), а у региону у Врњачкој Бањи – Замак културе, Жабљаку, Београду, манастиру Прохор Пчињски и др. Од септембра 1995. до 2000.  држала је Музичку радионицу виолине, до 1997. у кући Ђуре Јакшића, а од 1997. до 2000. у Римској дворани Библиотеке града Београда. Била је ангажована као професор и на Академији Лепих уметности.

## Политички ангажман
Деведесетих година била је чланица Главног одбора Југословенскае удружене левице (ЈУЛ) и посланица у републичкој скупштини Савезне Републике Југославије.

## Награде
Добитница је многих интернационалних награда и признања, међу којима се истичу:
- Прва специјална награда за виолину Краљевског конзерваторијума у Бриселу,
- Прва специјалну награда за камерну музику са јапанском пијанисткињом Умене Мегуми,
- Године 2018. у Народном позоришту уручена јој је Златна значка коју додељује Културно просветна заједница Србије за несебичан, предан и дуготрајан рад и стваралачки допринос у ширењу културе.